# Westersingel (Groningen)
De Westersingel is een straat in de Schildersbuurt aan de rand van de binnenstad van Groningen. De straat loopt vanaf het Noorderplantsoen (Reitdiepkade) naar de Westerhaven (Astraat/Aweg). Net als de singels aan de zuidkant werd de Westersingel aangelegd omdat de Vesting Groningen was opgeheven in 1874. In de Vestingwet uit 1874 werd o.m. geregeld dat er geen stadsverdediging meer hoefde plaats te vinden.  De Westersingel werd aangelegd in 1882 over de voormalige vestingwallen. Beeldbepalend voor de Westersingel zijn met name het voormalige laboratorium op de hoek van de Verlengde Visserstraat en de Plantsoenflat op de hoek van de Reitdiepskade.

## Monumenten
De straat telt vier panden die zijn aangewezen als rijksmonument. Negen panden genieten bescherming als gemeentelijk monument.
| Adres              | Bouwjaar | Beschrijving | Monument  | Afbeelding |
| ------------------ | -------- | --- | --------- | ---------- |
| Westersingel 1     | 19e eeuw | Tweelaags pand, aangebouwd aan drielaags hoekpand Astraat                                                                                     | GM 101776 |            |
| Westersingel 11    | 1884     | Herenhuis, in 1934 verbouwd tot winkel met bovenwoning                                                                                        | RM 486891 |            |
| Westersingel 19    | 1888     | Herenhuis, vier traveeën in neo-renaissancestijl                                                                                              | RM 485285 |            |
| Westersingel 24    | 1896     | Herenhuis, drie traveeën breed, in opdracht van P. Belgraver ontworpen door J. Maris                                                          | GM 101644 |            |
| Westersingel 27-29 | 1887     | Dubbel herenhuis | RM 485292 |            |
| Westersingel 28    | 1892     | Herenhuis, bestaande uit voor- en achterhuis. Gebouwd in opdracht van J.H. Huizenga naar ontwerp van J. Maris                                 | GM 106800 |            |
| Westersingel 30    | 1892     | Herenhuis, bestaande uit beneden- en bovenwoning. Gelijktijdig gebouwd met nummer 28 in opdracht van J.H. Huizenga en ontworpen door J. Maris | GM 101646 |            |
| Westersingel 31    | 1885     | Herenhuis in eclectische stijl, twee lagen onder afgeknot schilddak                                                                           | RM 485300 |            |
| Westersingel 33-37 | 1888     | Drie herenhuizen, nummer 33 en 37 zijn elkaars spiegelbeeld, nummer 35 drie bouwlagen, 33 en 37 twee                                          | GM 101639 |            |
| Westersingel 40    | 1892     | Herenhuis met aangebouwde serre, ontworpen door J.P. Hazeu                                                                                    | GM 106406 |            |
| Westersingel 47    | 1887     | Herenhuis, in opdracht van prof. H. Haga, natuurkundige die betrokken was bij bouw van physisch laboratorium aan de overkant van de straat    | GM 101640 |            |
| Westersingel 53    | 1888     | Herenhuis, tweelaags onder schilddak | GM 103872 |            |
| Westersingel 55-93 | 1949-50  | Plantsoenflat, ontworpen door F. Klein, ter plaatse stonden twee herenhuizen die in begin van de oorlog verloren waren gegaan                 | GM 104390 |            |

Aweg ·
Bedumerweg ·
Damstersingel .
Eemskanaal Noordzijde .
Herman Colleniusstraat .
Holtstek .
Korreweg .
Kraneweg .
Petrus Campersingel ·
Westersingel ·